# La canoa
La Canoa es una canción perteneciente al grupo de rock argentino La Sonora de Bruno Alberto. Es el sexto tema de su tercer álbum de estudio titulado Cuando debuté, editado bajo el sello Music Hall en el año 1991. Es uno de los temas más famosos de la banda y uno de los interpretados del rock argentino. Tiene como característica, que es una de las pocas canciones que carece de mensajes de doble sentido y/o letra explícita en ella. Su estribillo (el famoso Y ahora... y ahora... se me hunde la canoa...) es el más  coreado  en todas las  hinchadas de fútbol de toda la Argentina.

## Letra
La letra habla de un joven que va a ir a ver a su amada para confesarle sus sentimientos, y él para ir precisa de su canoa para cruzar el río. Sin embargo él luego notó que su canoa se había podrido y se estaba hundiendo (de ahí su famoso estribillo).

## Créditos
- Daniel Tuerto Wirzt: Voz
- César Silva: Guitarra
- Claudio Cicerchia: Bajo
- Diego Di Pietri: Teclados
- Juan Lovaglio: Saxo
- Jorge Araujo: Batería

## Otras versiones
Al año siguiente (1992), el programa infantil chileno Cachureos hizo un cóver de esta canción, interpretado por uno de sus personajes: el Conejo Wenceslao.